# Heilig-Geist-Kirche (Kasern)
Koordinaten: 47° 3′ 13,9″ N, 12° 8′ 29,4″ O
Die katholische Heilig-Geist-Kirche in der Fraktion Kasern der Gemeinde Prettau in Südtirol ist eine Wallfahrtskirche. Sie liegt 1619 Metern ü. d. M. und ist seit 1919 die nördlichste Kirche in Italien. Die Kirche steht unter Denkmalschutz.

## Geschichte
Am Talschluss des Ahrntals wurde nördlich von Kasern in freier Natur, umgeben von Almen und zahlreichen Dreitausendern, schon im Mittelalter eine Kapelle errichtet. Die Legende berichtet, dass die Menschen einen Glockenklang zu vernehmen glaubten, und bei der Nachschau ein Heilig-Geist-Bild auffanden. Obwohl der Standort abgelegen erscheint, so liegt das Gebäude doch an einem Tauernübergang. 1455 wurde eine Kirche erbaut, die am 22. Juni von Bischof Nikolaus von Kues eingeweiht wurde, der dabei zum Thema „Gaudium erit angelis Dei super uno peccatore paenitentiam agente“ (Serm. 191) predigte und das Kirchweihfest am Sonntag vor St. Laurentius (10. August) festlegte. Doch schon wenige Jahrzehnte später war sie für die zahlreichen Knappen, die im florierenden Prettauer Bergbau arbeiteten, zu klein geworden und musste vergrößert werden.

## Baubeschreibung
Im Westen der Kirche steht der Spitzturm, in dem eine um 1600 gegossene Glocke hängt. Das Langhaus besitzt ein auf Konsolköpfen ruhendes Netzrippengewölbe. Im polygonalen Chor hingegen ist ein Sterngewölbe zu sehen. Im Süden befindet sich das vermauerte Spitzbogenportal. Zur Empore führt eine gemauerte Treppe.
Der ursprüngliche Flügelaltar der Kirche und andere Schnitzwerke wurden mittlerweile in die Prettauer Pfarrkirche gebracht, da der ursprüngliche Standort in einsamer Lage bei gleichzeitig großer Besucherzahl von Wanderern nicht als genügend sicher erschien. Geblieben ist lediglich eine Kreuzigungsgruppe mit extrem blutüberströmtem Christus aus dem 17. Jahrhundert an der rechten Langhauswand. Im Chor befindet sich anstelle des Flügelaltars ein kleines Bild des Gnadenstuhls in reichem Rokokorahmen. Die Figuren der heiligen Oswald, Ursula und Kilian sind Kopien der Gesprengefiguren des originalen Flügelaltars. Außerdem befindet sich links im Chorraum ein Kruzifix, über das die Legende erzählt, es wäre ursprünglich weiter hinten im Talschluss im Freien gestanden. Ein Bursche, der sich auf dem Weg zu einem Preisschießen ins Salzburger Land befand, benützte das Kruzifix für Schießübungen. Tatsächlich gewann er das Preisschießen und erhielt einen Stier dafür. Als er ihn nach Hause trieb, tötete ihn der Stier gerade an der Stelle des Kruzifixes. Die Schießübungen seien der Grund, warum es durchlöchert ist.
Im Chor wurden Fresken aus dem 15. Jahrhundert freigelegt. Sie zeigen die heilige Ursula, ein Heilig-Geist-Bild und eine Marienkrönung. Im Langhaus ist ein Fresko der Auferstehung Christi aus dem 16. Jahrhundert zu sehen. Aus dem 18. Jahrhundert stammen die Darstellungen des letzten Abendmahls und der Taufe Christi.

## Galerie

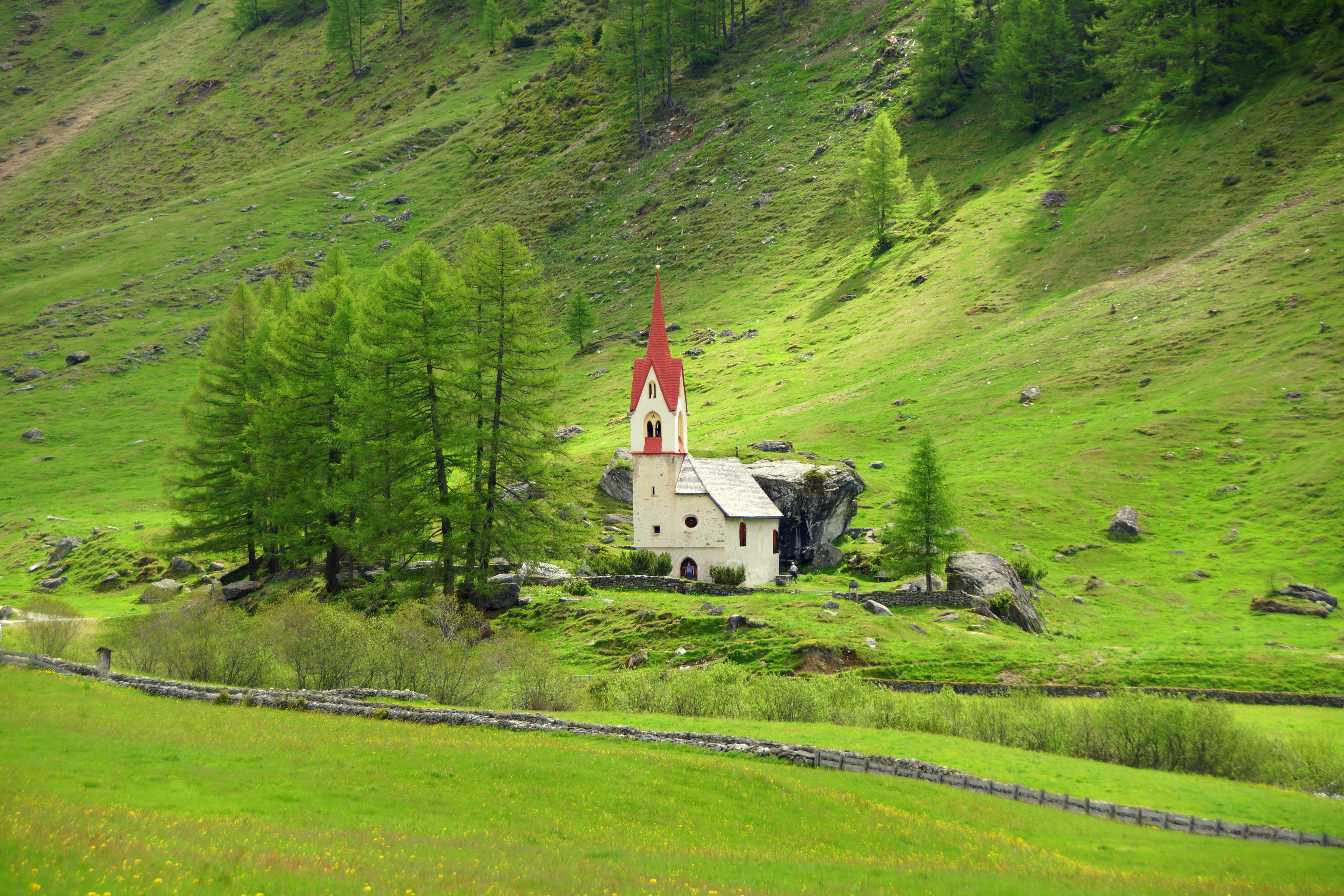
Idyllische Lage
Ostseite
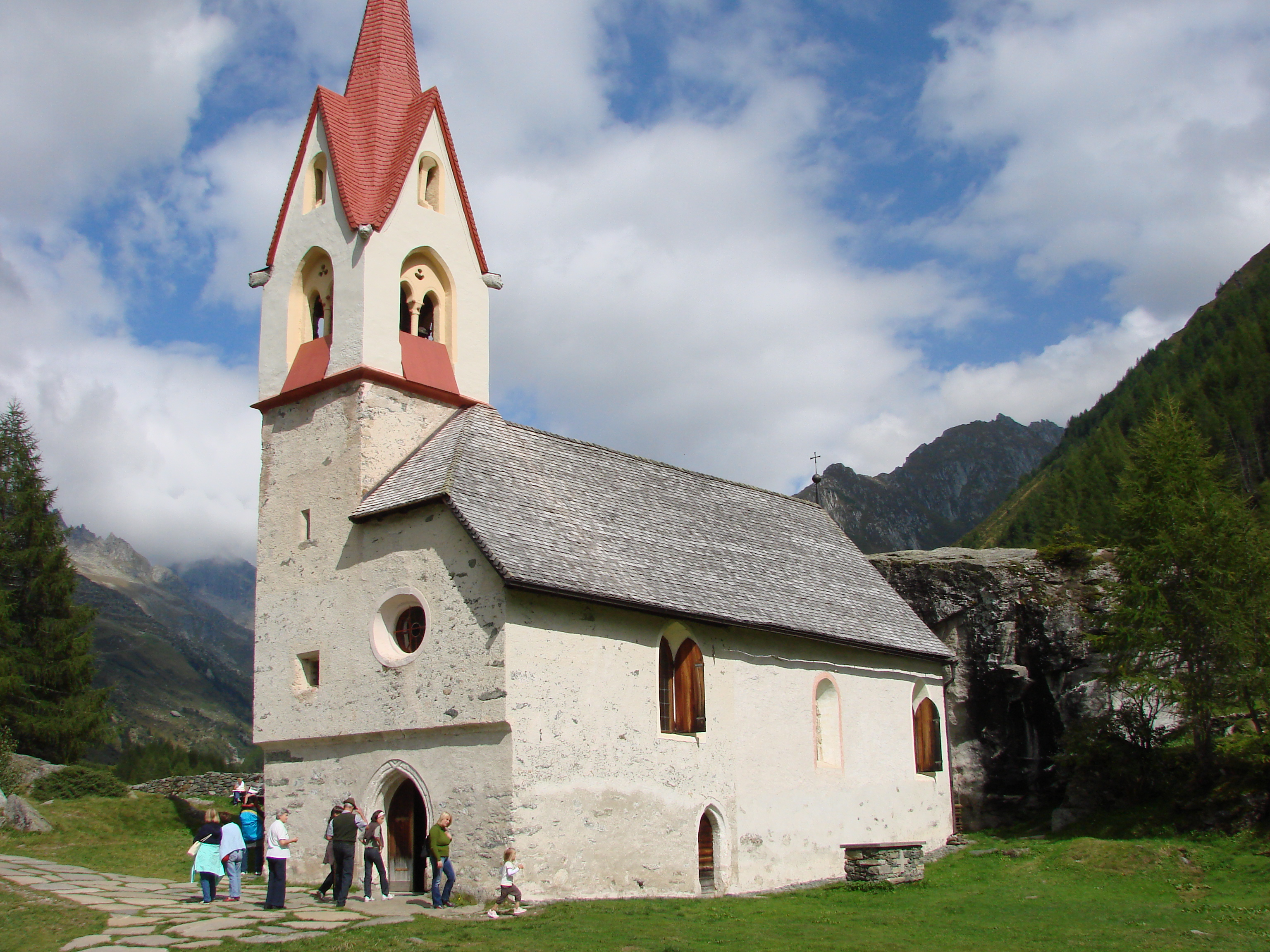
Südostseite
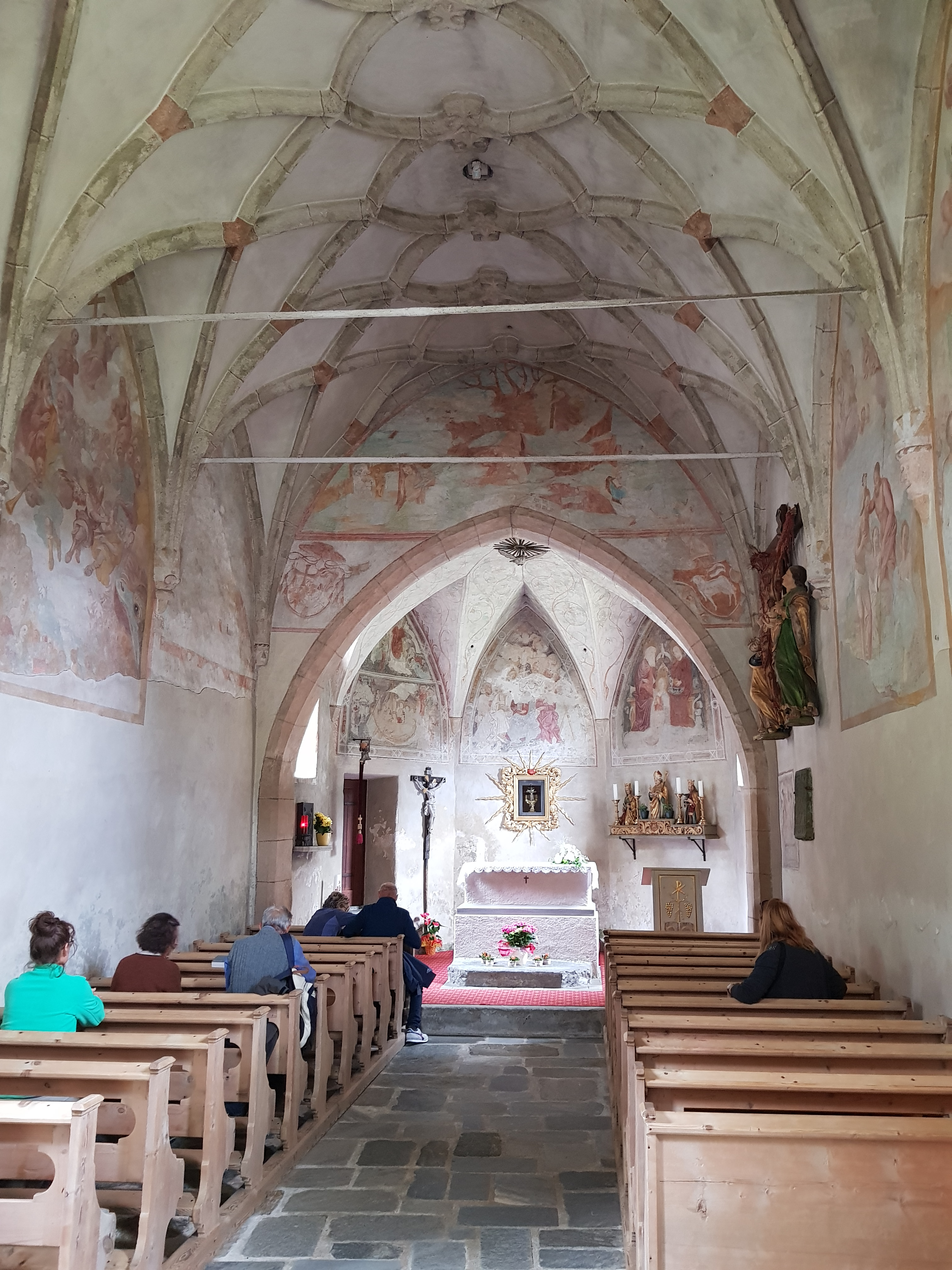
Innenraum
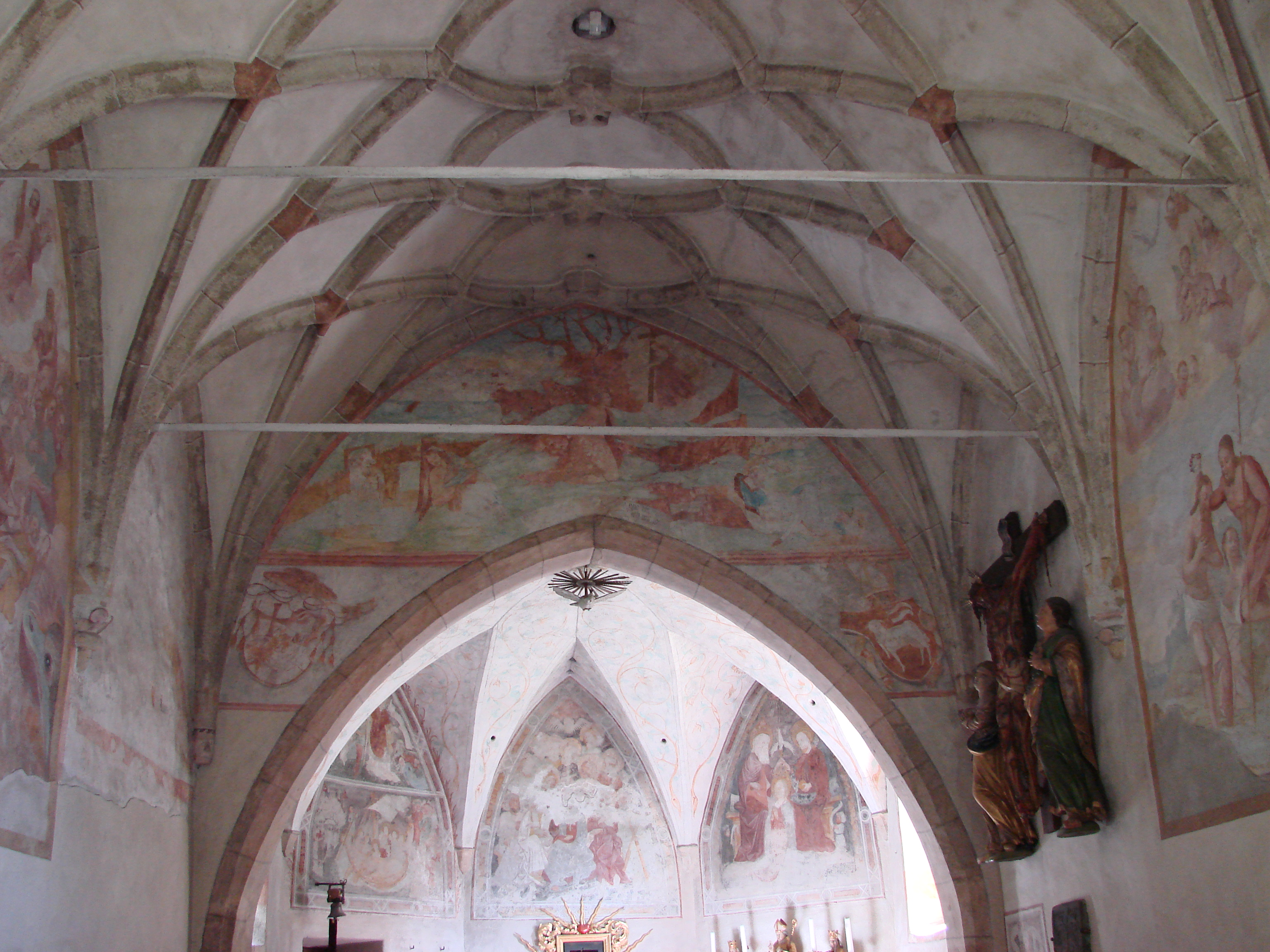
Fresken
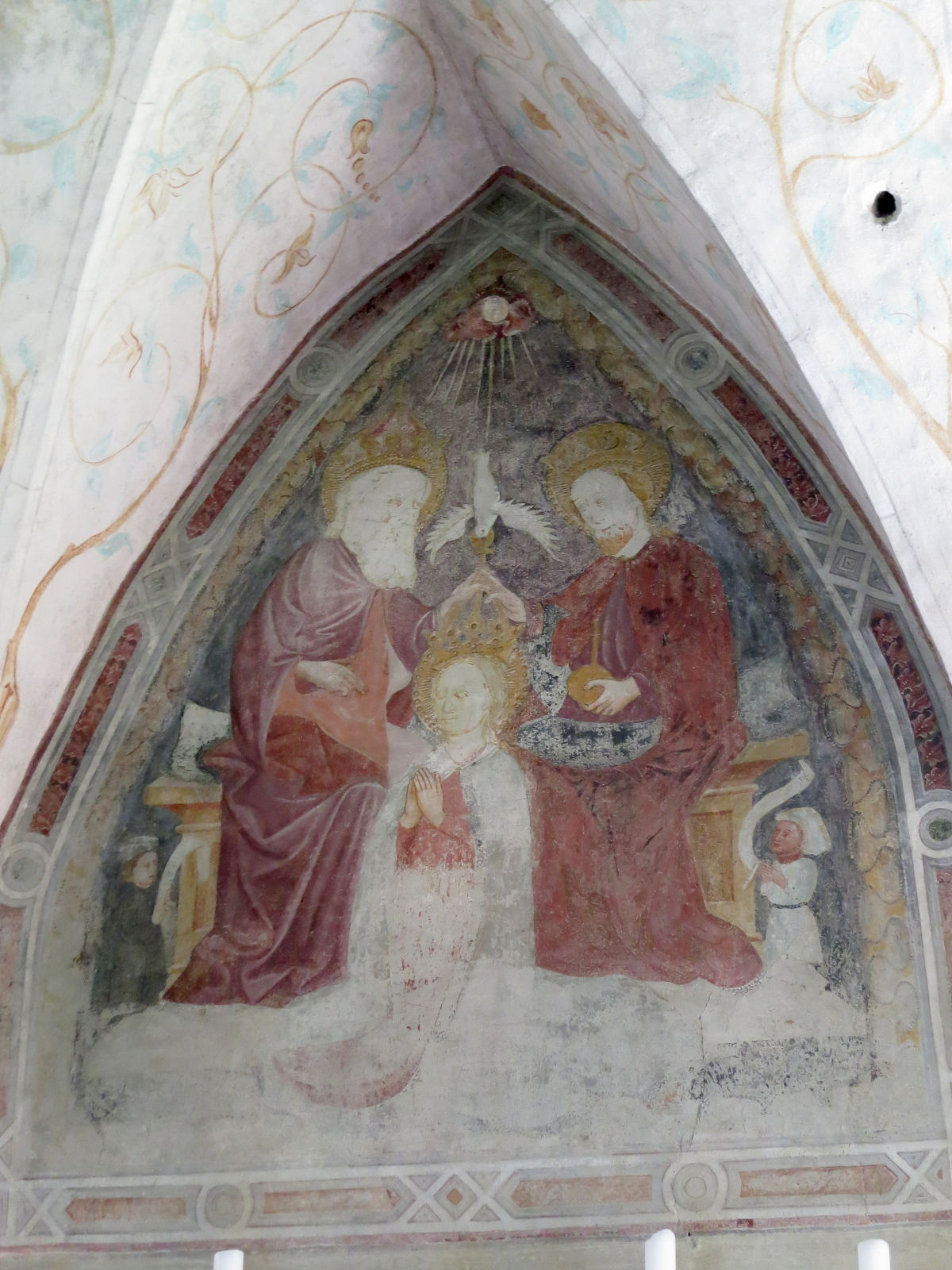
Fresko Marienkrönung
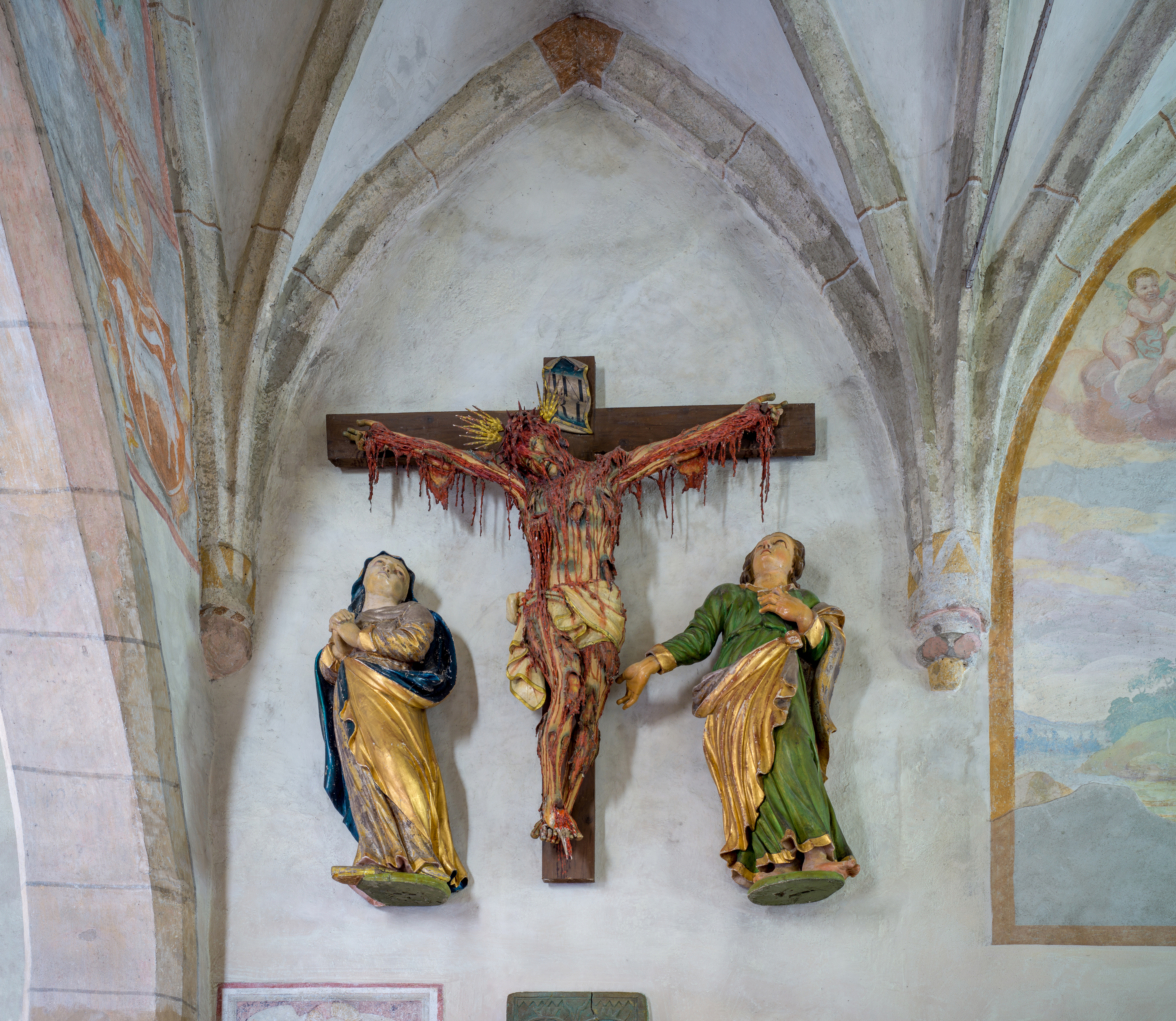
Kreuzigungsgruppe